# Raske Menn

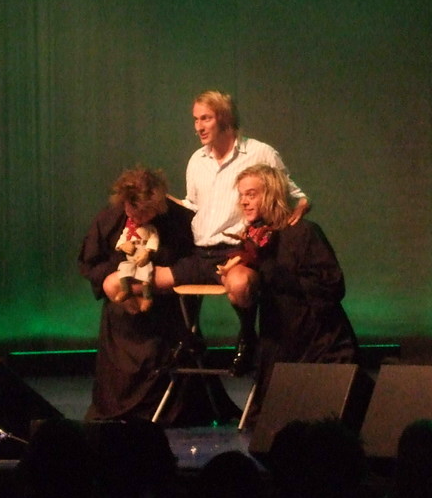
Les Raske Menn dans « Le Petit Chaperon Rouge et le Loup »
de gauche à droite : Øyvind Rafto, Anders Hoff et Calle Hellevang-Larsen

Les Raske Menn (ou « Les hommes rapides ») sont un trio de comiques norvégiens rassemblant Anders Hoff, Calle Hellevang-Larsen et Øyvind Rafto. Formé en 2003, il est réputé pour son humour particulier basé sur le mime de situations comiques. 
Hoff et Rafto sont tous deux diplômés en économie de l'Université d'Économie de Norvège (NHH). Hellevang-Larsen était, quant à lui télégraphe dans l'armée (Forsvaret), il est aussi titulaire d'un diplôme de journalisme obtenu à l'Université de Bergen. Hoff et Rafto étaient respectivement membres de l'Orchestre de l'Université de Norvège (Direksjonsmusikken) et du chœur Svæveru´, alors que Hellevang-Larsen était animateur chez « Timen » dans Den Stundesløse à Bergen. C'est à cette époque qu'ils formèrent le groupe, en 2003. Le 19 janvier 2003, les Raske Menn étaient pour la première fois sur scène dans Åpen Scene à l'Ole Bull Teater.

## Histoire
Les Raske Menn débutèrent avec le spectacle « The Fast Show » à l'Ole Bull Teater à Bergen le 12 septembre 2003. Plus de 300 000 tickets furent alors vendus. Preuve de son succès, le spectacle fut joué plus de 500 fois jusqu'en 2008. 
En 2005, Hellevang-Larsen eut un rôle dans le long métrage Kalde Føtter. En 2006, les Raske Menn ont prêté leurs voix dans le film d'animation norvégien Elias og Kongeskipet (Elias et le Navir royal).
Les Raske Menn eurent leur propre série TV – Snabbgrabbar med Raske Menn – sur la chaîne de télévision nationale TVNorge en septembre 2007.
Le 10 septembre 2009 le trio a lancé son nouveau spectacle « Show 2 & 3 » au Christiania Teater à Oslo. En 2010, ils gagnèrent le prix Årets morsomste (littéralement « le plus amusant de l'année ») sur la chaîne NRK1.
Calle Hellevang-Larsen a participé en compagnie du duo Ylvis au talk show humoristique I kveld med Ylvis (en français : Ce soir avec Ylvis) sur TVNorge.

## Spectacles
- The fast show, 2003-2008
- Show 2 & 3, 2009-

## Filmographie
- Kalde Føtter (Calle) (2005)
- Elias og Kongeskipet (2006)

## Séries-TV
- Dommer Xtra (Canal+) 2005
- Snabbgrabbar med Raske Menn (TVNorge) 2007
- Wipeout 2 saisons, (Anders og Øyvind) (TVNorge) 2009-2010
- Camp Senkveld Stavern (Anders og Øyvind) (TV2) 2010

## Séries Internet
- Ah, Så det er SÅNN det er! (Calle) (ABCTV), (Startsiden.no) 2010

## DVD
- Kalde Føtter (2005)
- Elias og Kongeskipet (2006)
- Snabbgrabbar med Raske Menn (2007)
- Raske menn - Fastest Hits (2008)

## Prix
- Komiprisen, « Årets Nykommer » (« la révélation de l'année »), NRK1 2005
- « Årets TV-nykommer » (« la révélation TV de l'année »), Se & Hør 2007
- « L'Association des jeunes aveugles de Norvège » (« Norges Blindeforbunds Ungdoms »), Humorpris 2007, « Gullstokken »
- Komiprisen, le prix du public « Årets morsomste » (« le plus amusant de l'année »), NRK1 2010

## Passé artistique
- Fana Skoleteater, Øyvind et Calle, 1995-1999
- Svæveru´, Chœur masculin de l'Université d'Économie, Øyvind, 1998-2003
- Direksjonsmusikken, Orchestre de l'Université d'Économie, Anders, 1997-2001
- Timen, Calle, 2001-2002
- UKEN, revue, Anders et Øyvind, 2000-2003
- Champion de Norvège dans la revue étudiante, Øyvind, 2000 og 2002